# Айвенго (фильм, 1982)
«Айве́нго» (англ. Ivanhoe) — телефильм, являющийся одной из экранизаций одноимённого романа Вальтера Скотта. Премьера фильма состоялась 23 февраля 1982 года в США.

## Сюжет
Фильм снят по одноимённому роману Вальтера Скотта. Айвенго, гордый рыцарь и друг Ричарда Львиное Сердце, возвращается в Англию из Крестового похода. Он обнаруживает, что в стране властвуют принц Джон и его сподвижники. Айвенго оказывается втянут в борьбу, развернувшуюся вокруг трона Англии.

## В ролях
- Джеймс Мэйсон — Исаак из Йорка
- Энтони Эндрюс — Уилфред Айвенго
- Сэм Нилл — Бриан де Буагильбер
- Майкл Хордерн — Седрик
- Оливия Хасси — Ребекка
- Лизетт Энтони — леди Ровена
- Джулиан Гловер — король Ричард
- Джордж Иннес — Вамба
- Рональд Пикап — Принц Джон
- Джон Рис-Дэвис — Фрон-де-Бёф
- Дэвид Робб — Робин Гуд
- Стюарт Уилсон — Де Браси
- Майкл Готард — Этельстан
- Тони Хайгарт[англ.] — отец Тук
- Джек Пёрвис — шут (в титрах не указан)

## Премии
- Композитор Эллин Фергюсон был номинирован на Эмми 1982 года за «Выдающиеся достижения в музыкальной композиции».

## Отличия от книги
- В романе Айвенго испытывает к Ревекке лишь благодарность и дружеские чувства, в фильме он влюблён в неё.
- Бриан де Буагильбер в фильме изображён значительно более положительным персонажем, чем в романе.
- В книге Реджинальда Фрон де Бёфа смертельно ранит король Ричард, но умирает он от руки Ульрики-Урфриды, которая сжигает его заживо в замке, в фильме де Бёф гибнет от рук короля, а Ульрика-Урфрида вообще отсутствует.

## Факты
- Съёмки фильма полностью проходили в Англии. Часть производилась в замке Алнвик в Нортумберленде, остальные сцены были сняты в павильонах Pinewood Studios в Букингемшире.
- В фильме, как и в романе Вальтера Скотта, Робин Гуд (Локсли) является современником короля Ричарда Львиное Сердце (1157—1199). На самом же деле, по мнению современных учёных, реальным историческим прототипом Робин Гуда был или Роберт Худ, сын лесника графа Суррея Адама Худа, в 1317 году дезертировавший с военной службы, или Роберт Гуд, арендатор из Уэйкфилда, который в 1322 году участвовал в восстании под предводительством графа Ланкастерского, а позже стал камердинером короля Эдуарда II (1307—1327)[2]. Таким образом, время жизни Локсли следует относить не к концу XII века, а к первой половине XIV столетия, причем практически всё вооружение, доспехи и почти весь исторический антураж фильма как раз соответствует этой эпохе.
- Актёр Джулиан Гловер, сыгравший короля Ричарда Львиное Сердце, ранее уже исполнял ту же роль в телесериале Доктор Кто в серии Крестовый поход.